# Loxechinus
Loxechinus (лат.) — монотипический род морских ежей семейства Parechinidae. Единственный вид, Loxechinus albus, описан в 1782 году чилийским священником и натуралистом Хуаном Игнасио Молиной (1740—1829). Обитает на побережье южной части Южной Америки, от Эквадора, вдоль всего побережья Перу и Чили до Аргентины, а также на Фолклендских островах. Loxechinus albus встречается на скалистых рифах и берегах в приливно-отливной и сублиторальной зонах на глубине до 340 м.

## Внешний вид
Loxechinus albus — быстрорастущий, относительно крупный морской ёж с диаметром раковины до 11 см, хотя самые южные популяции, как правило, растут медленнее и достигают меньших размеров. Раковина уплощена в дорзовентральной плоскости и густо покрыта мелкими шипами. Хотя окраска этого ежа изменчива, обычно особи выглядят тускло-красноватыми с бледно-зелёными шипами, а некоторые крупные особи в более глубоких водах могут быть белыми. У этого вида от 6 до 11 амбулакральных пластинок, каждая из которых несёт один короткий первичный шип и множество более длинных вторичных шипов. Шаровидные педицеллярии имеют шейку между стеблем и головкой, крупные створки и несколько боковых зубов.

## Распространение и местообитание

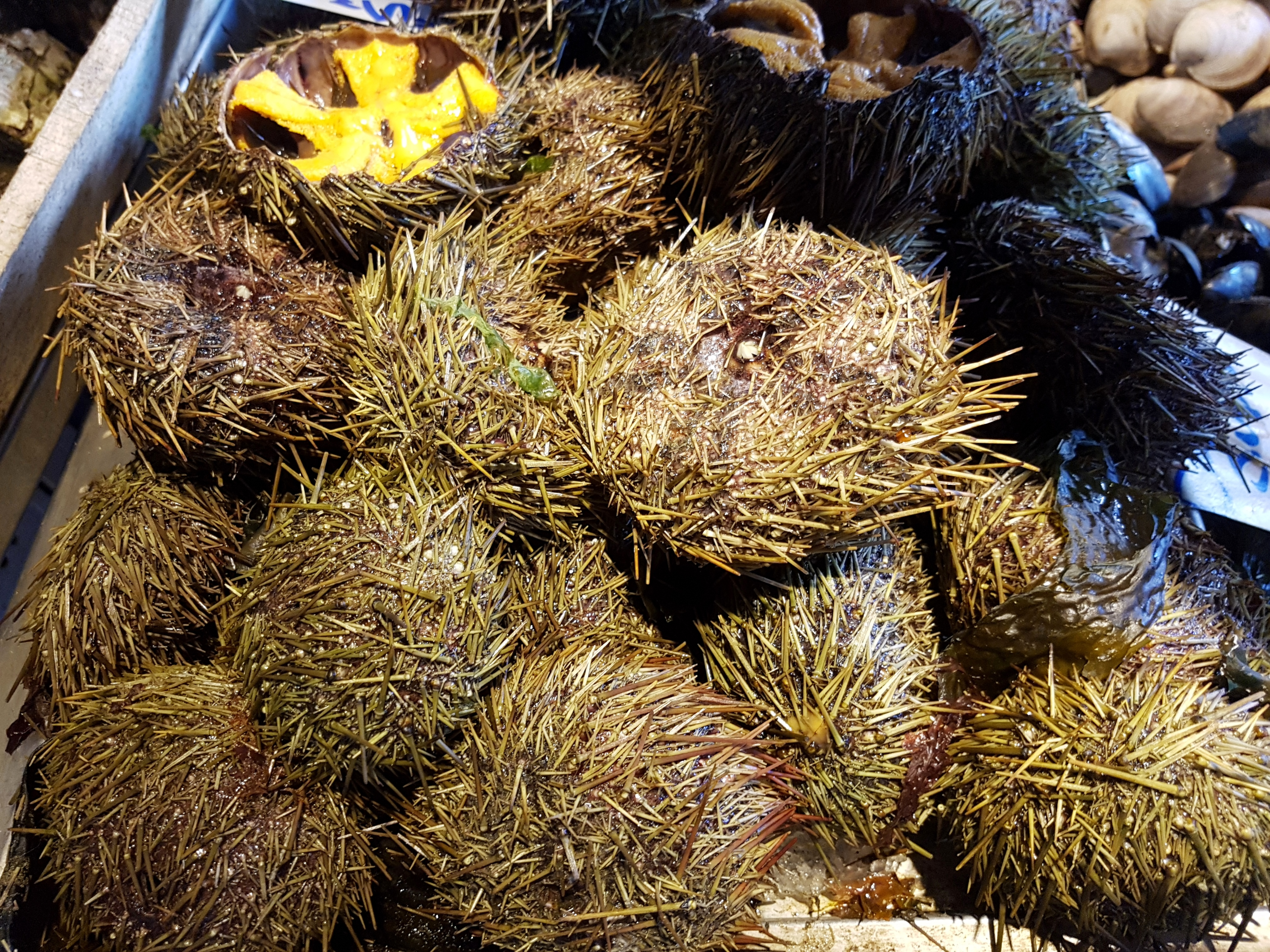
L. albus на Центральном рынке в Сантьяго (Чили).

L. albus в изобилии встречается в приливно-отливных зонах холодных вод на побережьях Эквадора, Перу, Чили и Аргентины, а также на Фолклендских островах. Обитает от приливно-отливной зоны до глубины 340 м, на твёрдом дне, используя свои трубчатые ноги как средство передвижения и свои шипы для защиты и захвата дрейфующих водорослей, которые он использует в качестве пищи. Запрет на добычу действует с октября по февраль. Гонады морского ежа, высоко ценимые требовательными гурами, являются причиной его отлова. Вкус во многом зависит от местоположения и богатства экосистемы, где производится добыча. Этот морской ёж ведёт стайный образ жизни, и хотя его рацион основан на водорослях и остатках разлагающихся водорослей, для них не является чем-то необычным питаться всем, что не может сломать им зубы.

## Биология
Loxechinus albus — чаще всего встречается на скалистых побережьях в окружении ламинариевых водорослей Macrocystis pyrifera. Он более многочислен на открытых участках. Это травоядный вид, который, по-видимому, питается любыми видами водорослей, растущими поблизости. Молодь питается корковыми кораллиновыми водорослями, диатомовыми водорослями и водорослевым детритом. В Северном полушарии некоторые виды ежей демонстрируют значительные колебания численности популяций и могут создавать вокруг себя «бесплодную почву». В отличие от этого L. albus, по-видимому, находится в равновесии со своей пищевой базой и, по-видимому, не ограничен количеством доступных водорослей, а рост водорослей не становится чрезмерным. Это может быть отчасти связано с тем, что он также питается дрейфующими фрагментами водорослей, которых всегда много в зарослях водорослей.
Сроки нереста варьируются вдоль чилийского побережья. Нерест происходит позже в течение года с увеличением широты. На 23° ю. ш. он встречается в июне, на 45° ю. ш. (архипелаг Чилоэ) — в ноябре-декабре. Популяции, обитающие в Магеллановом регионе (53° ю. ш.), являются исключением, поскольку их нерест длится с июля по сентябрь.
Личинки эхиноплутеуса входят в состав зоопланктона около тридцати дней, питаясь фитопланктоном. Они поселяются в каменистой приливно-отливной зоне и проходят метаморфоз, обитая в трещинах скал в качестве молоди, прежде чем мигрировать в неритическую зону, где питаются преимущественно дрейфовыми водорослями и листьями ламинарии.

### Паразиты
Внутри L. albus среднего и крупного размера часто можно обнаружить паразитического краба семейства Pinnotheridae, называемого «панкоро» или «панкора», размером не меньше ладони, который также съедобен (содержит большое количество пуринов, эквивалентных мочевой кислоте). Этот краб паразитирует неподвижно внутри плодного мешка, соединённого с концом между кишечником и анусом животного, и питается экскрементами морского ежа. Когда они достигают зрелости, они меняют цвет с полупрозрачного на желтовато-коричневый или коричневый, и даже проявляют подвижность в своих конечностях.

## Использование

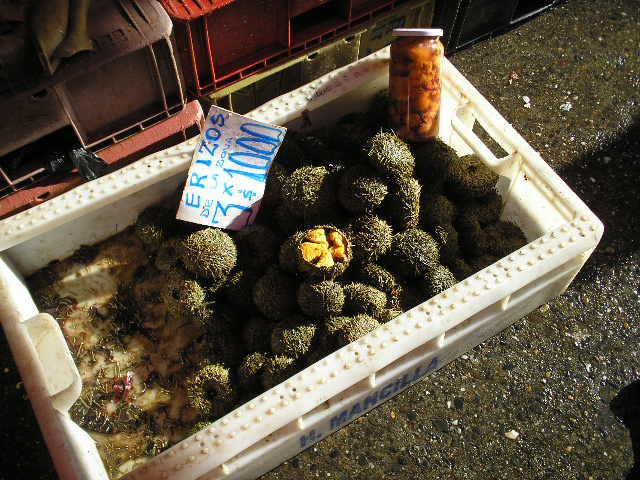
Морские ежи на ярмарке в Вальдивии (Чили).

Известный в Чили как «Эрисо рохо» («красный морской ёж»), L. albus добывается рыбаками в коммерческих целях и является ингредиентом чилийской кухни. Однако, чрезмерная эксплуатация и отсутствие официального контроля за добычей приводят к тому, что этот морской ёж встречается относительно редко в некоторых частях своего ареала. L. albus достигает промыслового размера в восемь лет.